# Szilágyi Andor
Szilágyi Andor (Szolnok, 1955. május 29. –) magyar író, filmrendező, forgatókönyvíró.

## Életpályája
Az egri tanárképző főiskolán végzett 1983-ban történelem–népművelés szakon. Volt újságíró, raktáros, kőműves, favágó. 1986-1993 között a Magyar Rádió központi turnusvezetője (ún. KTV) volt. 1993-tól szabadfoglalkozású író és filmrendező lett. 2005 óta a Drámaíró Kerekasztal ügyvivője.
Rádiójátékokat és filmforgatókönyvet is írt.
Feleségével, Acél Annával Pilisszentivánon él.

## Színházi művei
A Színházi Adattárban regisztrált bemutatóinak száma: 22.
- A rettenetes anya avagy, a Madarak Élete (1990)
- Szűz tíz tojással (1990)
- El nem küldött levelek (1993, 2002, 2008)
- Szín és más (1993)
- Leánder és Lenszirom (1993, 1997, 1999-2000, 2005-2006, 2008-2010)
- Kelekótya Jonathán (1995, 2005)
- Grimm-mese (1996)
- Szophoklész árnya (2000)
- Lássuk a medvét! (2002)
- A bárány megkísértése, avagy Leopold Dauer, a férfi, aki megmenthette volna a világot (2008)

## Művei

### Színházi darabok
- A Rettenetes Anya (1990)
- Szűz tíz tojással (1991)
- Tammanduák ékszakája (1992)
- El nem küldött levelek (1993)
- Leander és Lenszirom (1993)
- Taormina (1996)
- Böllérénekek (1996)
- Lássuk a medvét! (2002)

### Könyvek
- A világtalan szemtanú (Naívregény, 1989)
- Ezoteréma (elbeszélések, 1993)
- El nem küldött levelek (drámák, 1994)
- Shalim (regény, 1997)
- Mansfeld. Magasabb szempontból. Filmforgatókönyv; Nemzeti Tankönyvkiadó, Bp., 2006

## Filmjei
- Köd (1994)
- Vörös Colibri (1995)
- Családi nyár (1996)
- A rózsa énekei (2002)
- Mansfeld (2006)
- A bárány utolsó megkísértése (2007)
- Előttünk az élet (2010)
- Legyetek szeretettel (2023) /sorozat/

## Hangjátékok
- A rózsa énekei (1986, 2003)
- Egy kicsi suszter (1996)
- Koponyaalakú homokszemek (1993, 1999)
- Leander és Lenszirom (2000)
- Tamanduák éjszakája (1992)
- És vállainkra a sötétség (1992)

## Díjai
- IRAT-nívójutalom (1990)
- Beszélő-díj (1992)
- Szép Ernő-jutalom (1994)
- Vilmos-díj (1995)
- „Homage 56" drámapályázat II. díj (1996)
- Az év rádiójátéka I. díj (1998, 2001)
- a filmszemle díja (2003) A rózsa énekei
- houstoni Platinium-díj (2004) A rózsa énekei